# Salto
För andra betydelser, se Salto (olika betydelser).
SALTO är ett lås och passersystem, som bygger på elektroniska lås/läsare som inte kräver någon kabeldragning. Istället kommunicerar man via s.k. SVN vilket innebär att information om behörighet istället förs över med hjälp av användarnas kodbärare t.ex. kort, taggar eller via mobiltelefonen. I sortimentet finns flera typer av läsare för dörrar, skåp, hänglås och liknande. SALTO finns i flera mjukvaruvarianter beroende på storlek på verksamhet. Utveckling och produktion sker på huvudkontoret i Oiartzun, Spanien. Företaget grundades 2001 och man har idag verksamhet i 26 länder. I Sverige samarbetar man med låssmeder, elinstallatörer och liknande för installation och support. Största segmenten för produkten är sjukhus, skolor, universitet, transport samt större och mindre företag.